# Wistka Szlachecka
Wistka Szlachecka – wieś w Polsce położona w województwie kujawsko-pomorskim, w powiecie włocławskim, w gminie Włocławek.
W latach 1975–1998 miejscowość administracyjnie należała do województwa włocławskiego.
Wcześniejsza nazwa Wisłka Minor funkcjonowała jeszcze na początku XVII w.